# Monotrete ocellaris
Monotrete ocellaris is een straalvinnige vissensoort uit de familie van de kogelvissen (Tetraodontidae). De wetenschappelijke naam van de soort is voor het eerst geldig gepubliceerd in 1957 door Klausewitz.